# Resolução 278 do Conselho de Segurança das Nações Unidas
A Resolução 278 do Conselho de Segurança das Nações Unidas aprovada em 11 de maio de 1970, depois de declarações de representantes do Irã e do Reino Unido, o Conselho endossou o relatório do Representante Pessoal do Secretário-Geral e saudou sua conclusão, particularmente a conclusão de que "a esmagadora maioria do povo de Bahrein deseja obter reconhecimento de sua identidade em um estado totalmente independente e soberano, livre para decidir por si mesmo suas relações com outros Estados".
Após a Segunda Guerra Mundial, o Bahrein se tornou o centro da administração britânica do baixo Golfo Pérsico. Em 1968, quando o governo britânico anunciou sua decisão de encerrar as relações do tratado com os xeques do Golfo Pérsico, Bahrein se juntou ao Catar e aos sete Estados da Trégua (que agora formam os Emirados Árabes Unidos) sob proteção britânica, em um esforço para formar uma união de Emirados Árabes. Em meados de 1971, no entanto, os nove xeques ainda não haviam concordado com os termos da união. Consequentemente, Bahrein buscou a independência como uma entidade separada declarando independência em 15 de agosto de 1971, e se tornando formalmente independente como o Estado do Bahrein em 16 de dezembro de 1971.